# Trojes de Paúl
Trojes de Paúl är en ort i Mexiko.   Den ligger i kommunen Pénjamo och delstaten Guanajuato, i den centrala delen av landet, 290 km väster om huvudstaden Mexico City. Trojes de Paúl ligger 1 704 meter över havet och antalet invånare är 630.
Terrängen runt Trojes de Paúl är platt åt nordväst, men åt sydost är den kuperad. Runt Trojes de Paúl är det ganska tätbefolkat, med 104 invånare per kvadratkilometer. Närmaste större samhälle är Pénjamo, 13,1 km norr om Trojes de Paúl. I omgivningarna runt Trojes de Paúl växer huvudsakligen savannskog.